# 阿波市立久勝小学校
阿波市立久勝小学校（あわしりつ ひさかつしょうがっこう）は、徳島県阿波市阿波町森沢にある公立小学校。

## 概要

### 校歌
- 作詞: 松永為子
- 作曲: 川人利夫

## 沿革
- 1872年（明治5年） - 創立。
- 2005年（平成17年） - 町村合併のため阿波市立久勝小学校となる。

## 通学区域が隣接している学校
- 阿波市立伊沢小学校
- 阿波市立大俣小学校
- 阿波市立市場小学校
- 吉野川市立学島小学校
- 吉野川市立山瀬小学校